# Joeri van de Velde
Joeri van de Velde est un arbitre belge de football né le 14 février 1971 à Bornem en Belgique.

## Carrière
Il arbitre son premier match de D1 belge en janvier 2001 lors d'un match entre La Gantoise et l'Eendracht Alost. 
Il arbitre son seul match de Ligue des champions le 12 juillet 2005, alors que le champion en titre, le Liverpool FC, doit disputer le premier tour préliminaire de Champions League contre le modeste club des New Saints Football Club. 
Il a également arbitré des matches de D1 néerlandaise.
Il met un terme à sa carrière d'arbitre le 14 janvier 2017.